# Jean-Marcel Rozier
Jean-Marcel Rozier (Saint-Étienne-sur-Chalaronne, 22 marzo 1936) è un cavaliere francese.
Ha partecipato a tre edizioni dei giochi olimpici (1968, 1972 e 1976) conquistando due medaglie.

## Palmarès
Olimpiadi
- 2 medaglie:
  - 1 oro (salto ostacoli a squadre a Montréal 1976)
  - 1 argento (salto ostacoli a squadre a Città del Messico 1968)